# 미나미마쓰우라군

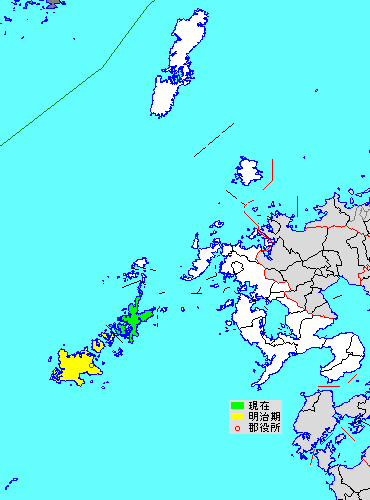
미나미마쓰우라 군의 위치

미나미마쓰우라군(일본어: 南松浦郡, みなみまつうらぐん)은 일본 나가사키현의 고토 열도에 위치하는 군이다.
인구 15,445명, 면적 213.99km², 인구밀도 72.2명/km².(2025년 5월 1일, 추계인구)
이하 1정으로 구성된다.
- 신카미고토정(新上五島町)

## 역사
메이지 시대에 히젠국으로부터 이어져 온 마쓰라 군의 고토 열도의 부분을 미나미마쓰우라 군, 규슈 본토 기타마쓰우라 반도의 부분을 기타마쓰우라군으로 하고, 그 외에 히가시마쓰우라군, 니시마쓰우라군의 4개의 군으로 분할하면서 탄생했다.
- 2004년 8월 1일
  - 시모고토 지구의 도미에 정, 다마노우라 정, 미이라쿠 정, 기시쿠 정, 나루 정이 후쿠에 시와 합병해 고토시가 되었다.
  - 가미고토 지구의 신우오노메 정, 가미고토 정, 아리카와 정, 나라오 정, 와카마쓰 정의 5정 합병으로 신카미고토 정이 되었다.